# Dürre in Europa 1473
Die Dürre in Europa 1473 war eine 14 Monate lang dauernde Dürre. Sie betraf sowohl Westeuropa als auch Mitteleuropa und Osteuropa. Gemessen an ihrer Dauer und ihrer räumlichen Ausdehnung war es das herausragendste Hitze- und Dürrejahr im verflossenen Jahrtausend. Der Witterungsverlauf und seine Auswirkungen wurden anhand von kohärenten Berichten in zeitgenössischen historischen Dokumenten rekonstruiert. Eine Untersuchung von Stalagmiten (Speleothems) im nordöstlichen Ungarn deutet auf eine warm-trockene Periode in den 1470er-Jahren hin.
Betroffene heutige Staaten waren: (südliches) Schweden, Dänemark, England, Irland, Belgien, Niederlande, Frankreich, Schweiz, Deutschland, Polen, Ukraine, westliches Russland, Österreich, Tschechische Republik, Slowakische Republik, Ungarn, Italien, Kroatien, Serbien, Teile Spaniens.

## Datierung und historische Belege
Die Datierung im 15. Jahrhundert folgt dem Julianischen Kalender. Zur Angleichung an den Gregorianischen Kalender müssen zu einem Julianischen Datum 9 Tage dazugezählt werden. Schätzwerte der Temperaturentwicklung lassen sich aus Witterungsbeschreibungen in Verbindung mit pflanzenphänologischen (Phänologie) sowie schnee- und frostbezogenen Beobachtungen in Form von Indizes gewinnen Historische Klimatologie. Ergänzend wurden Baumringdaten herangezogen.

## Temperaturentwicklung und Witterungsverlauf
Der Winter 1473 war in Metz «regnerisch», in Basel «ohne Schnee und Eis». «Im Februar», (d. h. Anfang März) setzte die Blüte der Kirschen in Basel als Folge von rekordhohen Temperaturen in den vorausgegangenen Wochen ein.
Der April war «heiß». Anfang Mai begannen die Reben zu blühen. Im folgenden Monat «war die Hitze kaum zu ertragen». Anfang Juni waren die Kirschen reif, einen Monat später die ersten Trauben. Im gleichen Zeitraum wurde Weizen geschnitten. Weiße Trauben wurden im französischen Metz vom 13. August an geerntet, rote Pinot-Noir-Trauben im französischen Beaune vom 5. September an. Die Lese war ergiebig, aber die Trauben waren mancherorts vertrocknet und die Gärung des Weinmosts ließ zu wünschen übrig. Gesamthaft gesehen war die Vegetationsentwicklung durchwegs 4–5 Wochen zu früh.
Im Herbst blühten die Kirschbäume erneut. Im November wurden mancherorts die Kirschen zum zweiten Mal reif. Im Dezember blühten in Basel Blumen bei «frühlingshaften» Temperaturen. Der darauffolgende Winter 1474 war im östlichen Frankreich erneut regnerisch ohne Frost, und die Ostsee wurde früh eisfrei. In Mitteleuropa blieben die «hohen Berge» – vermutlich die Gipfel des Schwarzwaldes in 1200 bis 1500 m Höhe – den Winter über ohne Schnee, wie der Basler Jurist Johannes Knebel in seinem Tagebuch festhielt. Einsetzende Schneefälle am 2. März 1474 beendeten die 14 Monate andauernde Warmperiode.

## Niederschläge
Manche Chronisten hielten Anfang und Ende der Periode ohne nennenswerte Niederschläge fest. Teile Spaniens lagen im Winterhalbjahr 1472–1473 weitgehend trocken, der Raum Sevilla vom September 1472 bis Mai 1473. Im 50 km nordwestlich von Rotterdam gelegenen Zierikzee fiel kein Regen von Mai bis Oktober 1473. In Böhmen dauerte die Dürre dreieinhalb Monate, in Breslau vom 2. Mai bis 20. November, in Basel während der neun Wochen vom 29. Juni bis Mitte September. In der italienischen Poebene um Modena regnete es während der 14 Monate von Anfang 1473 bis März 1474 kaum.

## Auswirkungen auf die Umwelt
Quellen, Bäche und kleine Flüsse trockneten völlig aus, größere Flüsse wie die Mosel verkamen zu Rinnsalen, seichte Wasserläufe in den Niederlanden stanken. Ströme wie Rhein und Donau konnten leicht überquert werden. Flüsse im westlichen Russland führten Niedrigwasser. Im Spätsommer warfen im Raum Basel viele Laubbäume ihre Blätter ab und sahen aus «wie zu Weihnachten». Schwärme von Wanderheuschrecken suchten Europa in den Folgejahren heim.

## Auswirkungen auf Wirtschaft, Gesellschaft und Gesundheit
Die Mühlen standen still, wodurch Mehl und Brot verknappten, in manchen Gebieten versiegte das Trinkwasser. Verbreitet brachen Wald-, Busch- und Siedlungsbrände aus. In Norditalien und Teilen Spaniens folgten Missernten und Hungersnöte nach langen herbstlichen und winterlichen Dürreperioden. In Spanien wurden „Conversos“ – konvertierte Juden – als Sündenböcke für die Misere verantwortlich gemacht und auf dem Scheiterhaufen verbrannt. Zahlreiche Todesfälle in den Niederlanden, in England und Ungarn wurden der Hitze und/oder den damit verbundenen Infektionskrankheiten («Pestis») zugeschrieben. Dabei dürfte es sich teilweise um Bakterienruhr gehandelt haben.

## Klimageschichtliche Interpretation
Hitzesommer wurden und werden häufig durch dürre Frühjahrsperioden ausgelöst, welche die Böden stark austrocknen, was die Wirkung der sommerlichen Sonneneinstrahlung verstärkt. Das Jahr 1473 war der Höhepunkt mehrerer warmer Winter, Frühjahre und heiß-trockener Sommer in den Jahren 1471 bis 1474. Die Dürre 1473 dauerte länger als die Dürre 1540 in Europa, sie erfasste eine größere Fläche und betraf mit unterschiedlicher Intensität mehrere Jahre, während die Dürre von 1540 ein klimageschichtich eher isoliertes Ereignis war. Der mehrjährige Wärmeschub in den frühen 1470er-Jahren ist während der europäischen Kleinen Eiszeit von 1340 bis um 1900 einmalig. Der vorwiegend auf Baumringdaten gestützte Old World Drought Atlas bestätigt die nahezu gesamteuropäische Dimension der Dürre von 1473. Sie war Teil einer transatlantischen Dürreperiode, die von 1437 bis 1473 dauerte. Im südwestlichen Teil der heutigen USA war es die schlimmste in den letzten 1000 Jahren. Diese Extremperiode ist auf einen hydroklimatischen Wirkfaktor, möglicherweise auf längerfristige Veränderungen in der Oberflächentemperatur des Nordatlantiks zurückzuführen.